# 里德科杜布 (庫皮揚斯克區)
49°55′12″N 37°36′22″E / 49.92000°N 37.60611°E
里德科杜布（烏克蘭語：Рідкодуб）是位於烏克蘭東部的村莊，由哈爾科夫州庫皮揚斯克區的德沃里奇纳市镇負責管轄。該村始建於1750年，面積0.73平方公里，海拔高度170米，2001年人口497，人口密度每平方公里684.6人。